# Valkyrien (1888)
Valkyrien byl chráněný křižník dánského královského námořnictva. Byl jediným klasickým chráněným křižníkem dánského námořnictva. Ve službě byl v letech 1890–1923. Několik posledních let služby byl využíván k výcviku.

## Stavba

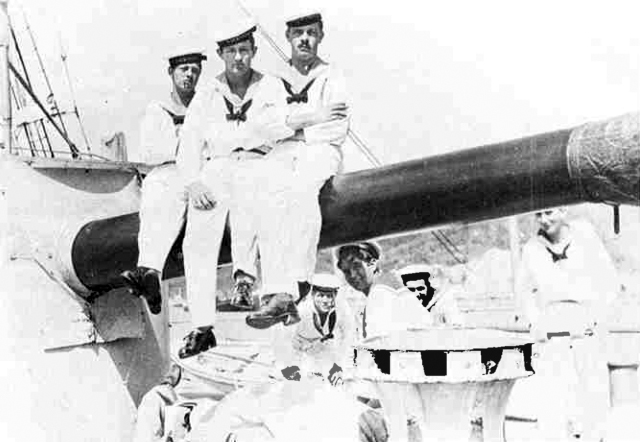
Posádka křižníku Valkyrien

Plavidlo postavila dánská loděnice Orlogsværftet v Kodani. Kýl byl založen 27. října 1886, na vodu byl křižník spuštěn 9. srpna 1888 a do služby byl přijat v roce 1890.

## Konstrukce

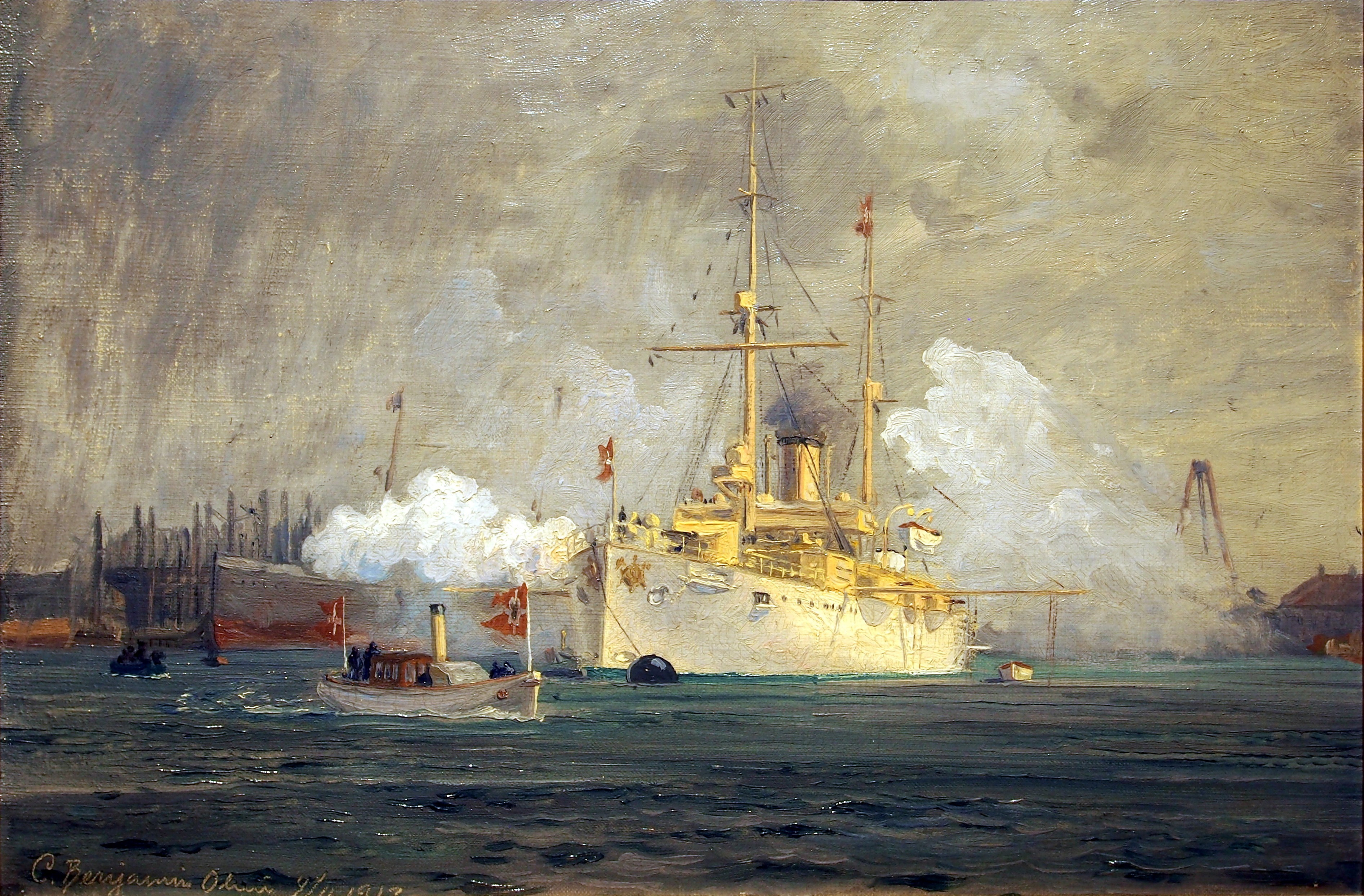
Křižník Valkyrien na obraze od Christiana Benjamina Olsena

Křižník nesl dva 210mm kanóny, šest 150mm kanónů, čtyři 57mm kanóny, osm 37mm kanónů a pět 381mm torpédometů. Pohonný systém tvořilo šest kotlů a dva parní stroje s trojnásobnou expanzí o výkonu 5200 hp, pohánějící dva lodní šrouby. Nejvyšší rychlost dosahovala 17 uzlů. Dosah byl 3900 námořních mil při rychlosti 10 uzlů.

### Modernizace
V roce 1915 byl křižník upraven na cvičnou loď. Novou výzbroj tvořily dva 150mm kanóny, šest 75mm kanónů, dva 57mm a dva 37mm kanóny, dále tři 381mm torpédomety.